# Rivière Saint-Jean (rivière Saguenay)
Pour les articles homonymes, voir Rivière Saint-Jean et Saint-Jean.
La rivière Saint-Jean (Saguenay) est une rivière traversant les municipalités de Rivière-Éternité et de L'Anse-Saint-Jean, dans la municipalité régionale de comté (MRC) Le Fjord-du-Saguenay, dans la région administrative du Saguenay–Lac-Saint-Jean, au Québec, au Canada.
La partie supérieure de la rivière Saint-Jean est intégrée à la Zec du Lac-au-Sable, une zone d'exploitation contrôlée (ZEC).
La rivière Saint-Jean est surtout desservie par la route 170 (sens est-ouest) laquelle passe dans les hameaux Le Ruisseau-du-Portage et La Chute-à-Saumon. Quelques autres routes forestières secondaires desservent le secteur du lac principalement pour les besoins de la foresterie et des activités récréotouristiques.
La foresterie constitue la principale activité économique du secteur ; les activités récréotouristiques, en second.
La surface de la rivière Saint-Jean est habituellement gelée de la fin novembre au début avril (sauf dans les zones de rapides), toutefois la circulation sécuritaire sur la glace se fait généralement de la mi-décembre à la fin mars.

## Géographie
Trois bassins versants drainent le territoire de la Zec du Lac-Brébeuf, soit les rivières Saint-Jean et ses affluents, Cami et Catin.
La rivière Saint-Jean prend sa source à l'embouchure du lac Brébeuf. Ce lac comporte une longueur de 12,5 km segmenté en trois parties, une largeur maximale de 1,4 km, une altitude de 226 m et une superficie de km2.
L'embouchure du lac est située dans une petite baie du côté est du lac, soit à :
- 4,7 km au sud du lac Éternité ;
- 14,2 km au sud-est du centre du village de Saint-Félix-d'Otis ;
- 21,0 km au sud-est d’une baie de la rivière Saguenay ;
- 23,8 km au nord-est du lac Ha! Ha! ;
- 27,4 km au sud-est de la confluence de la rivière Saint-Jean et de la rivière Saguenay ;
- 47,7 km au sud-est du centre-ville de Saguenay (ville) ;
- 61,3 km au sud-ouest du centre-ville de Tadoussac[2].

Le cours de la rivière Saint-Jean coule sur 38,8 km généralement vers le nord-est, selon les segments suivants :
- 1,1 km vers le nord-est en zone de marais jusqu'à la confluence (venant du sud) de la rivière à la Catin ;
- 11,7 km vers le nord-est traversant des séries de rapides et formant un crochet vers le nord, jusqu'au bras à Pierre (venant du sud) ;
- 4,7 km vers le nord-est jusqu'à la décharge (venant de l'ouest) du lac Emmuraillé, soit près du hameau "La Vallée-d'Amont" ;
- 8,2 km vers le nord-est jusqu'au ruisseau à Denis ;
- 1,0 km vers le nord jusqu'au ruisseau Girard (venant de l'ouest) ;
- 3,6 km vers l'est en formant un W en fin de segment, jusqu'au ruisseau du Portage (venant du sud), situé au village de "Le Ruisseau-du-Portage" ;
- 8,5 km vers le nord en formant une boucle vers le nord-ouest au village de "Le Ruisseau-à-Venant", en traversant plusieurs séries de rapides et en formant trois boucles vers l'ouest, puis en formant une dernière grande boucle vers l'est au village de L'Anse-Saint-Jean, jusqu'à son embouchure[2].

L'embouchure de la rivière Saint-Jean se déverse au fond de l'anse Saint-Jean au village de L'Anse-Saint-Jean sur la rive sud de la rivière Saguenay. Cette embouchure est située à :
- 4,4 km à l'est du sommet (altitude : 570 m) de la montagne Orange ;
- 5,4 km au sud de la rive nord de la rivière Saguenay (soit à la hauteur de l'anse du Portage) ;
- 6,1 km au nord du centre du village de "Le Ruisseau-du-Portage" ;
- 38 km à l'ouest de Tadoussac ;
- 67,8 km à l'est de Saguenay (ville)[2].

À partir de l'embouchure de la rivière Saint-Jean, le courant traverse l'anse Saint-Jean sur 2,9 km vers le nord, puis descend la rivière Saguenay sur 42,8 km vers l'est où se déverse dans le fleuve Saint-Laurent à la hauteur de  Tadoussac.

## Toponymie
Le toponyme « Rivière Saint-Jean » apparait dès 1731 dans le Journal de Louis Aubert de Lachesnaye [retranscription de Serge Goudreau]. Sa graphie apparait sous les formes de « Riviere de l'ance S[ain]t Jean » et de « Riviere S[ain]t Jean » : « Jay entré dans la riviere de l'ance S[ain]t Jean [« St jean » dans le manuscrit] a la faveur de la mare haute /.../ En entrant dans la riviere S[ain]t Jean [« St jean » dans le manuscrit], jay fait /.../ » [25 août 1731]. Le toponyme « Rivière St-Jean » figure dans le rapport de 1893 de l'arpenteur-géomètre William Tremblay.
Le toponyme « rivière Saint-Jean » (Saguenay) a été officialisé le 5 décembre 1968 à la banque des noms de lieux de la Commission de toponymie du Québec.